# 12497 Ekkehard
12497 Ekkehard eller 1998 FQ14 är en asteroid i huvudbältet som upptäcktes den 26 mars 1998 av OCA–DLR Asteroid Survey (ODAS). Den är uppkallad efter Ekkehard Kührt.